# Діброва-ІІ (заказник)
Дібро́ва-ІІ — лісовий заказник місцевого значення в Україні. Розташований у межах Ічнянської міської громади Прилуцького району Чернігівської області, на південь від села Іржавець.
Площа 154 га. Статус присвоєно згідно з рішенням Чернігівського облвиконкому від 23.09.1991 року № 215. Перебуває у віданні ДП «Прилуцьке лісове господарство» (Іваницьке л-во, кв. 1-3 [Жадьківське л-во, кв. 82-84]).
Статус присвоєно для збереження частини лісового масиву з насадженнями дуба.
У межах лісового заказника «Діброва-II» розташований гідрологічний заказник «Діброва».